# اتیل‌آلومینیوم سسکیکلرید
اتیل‌آلومینیوم سسکیکلرید (به انگلیسی: Ethylaluminium sesquichloride) یک ترکیب شیمیایی است. که جرم مولی آن 247.51 g/mol می‌باشد. شکل ظاهری این ترکیب، مابع زرد روشن است.